# Daniel Wolff (Handballspieler)
Daniel Wolff (* 13. Juli 1992) ist ein deutscher Handballspieler.

## Leben
Er wuchs in Dingelbe auf und begann im Alter von vier Jahren beim TV Eiche Dingelbe Handball zu spielen. In der Zeit der C-Jugend besuchte er das Sportinternat Magdeburg, nahm an Endrunden der Deutschen Jugendmeisterschaft teil und wurde Jugendnationalspieler. Im Jahr 2008 wurde Wolff im dänischen Ikast Schülerweltmeister. Er spielte für die A-Jugend des SC Magdeburg. 2010 ging er nach Hannover und begann eine Lehre als Sozialversicherungsfachangestellter. Von Juli 2010 bis Juni 2013 spielte er für den Erstligisten TSV Hannover-Burgdorf.
2008 durfte sich Wolff in Anerkennung seines sportlichen Erfolgs als Schülerweltmeister in das Goldene Buch der Stadt Magdeburg eintragen.